# 转化生长因子-α
转化生长因子-α（英語：Transforming growth factor - α，简称TGF-α）是一小分子的多肽。可以诱导上皮发育，可以使多种细胞转化。与表皮生长因子的氨基酸顺序相似。在某些人类癌症中有上调。转化生长因子-α是由巨噬细胞,脑细胞和表皮细胞产生的。
与表皮生长因子类似，转化生长因子-α通过与细胞表面的受体表皮生长因子受体(EGFR)结合而起作用。与表皮生长因子受体的高亲和力结合，激发受体内在的酪氨酸激酶的活性，从而启动了信号传导级联而导致多种生物化学变化，细胞内钙水平上升, 增加糖酵解与蛋白质合成, 增加某些基因(包括表皮生长因子受体)的表达, 最终导致DNA合成和细胞增殖。

## 参看
- 转化生长因子
- 表皮生长因子